# Ericydnus baleus
Ericydnus baleus är en stekelart som först beskrevs av Walker 1838.  Ericydnus baleus ingår i släktet Ericydnus och familjen sköldlussteklar. Inga underarter finns listade i Catalogue of Life.